# Callistochiton granifer
Callistochiton granifer är en blötdjursart som beskrevs av Hull 1923. Callistochiton granifer ingår i släktet Callistochiton och familjen Ischnochitonidae. Inga underarter finns listade i Catalogue of Life.